# Герман (Псаллидакис)
Епископ Герман (греч. Ἐπίσκοπος Γερμανός, в миру Гео́ргиос Псаллида́кис, греч. Γεώργιος Ψαλλιδάκης; 15 июля 1913, Афины — 16 октября 1989, Греция) — архиерей Константинопольской православной церкви; епископ Синадский (1962—1989), викарий Американской архиепископии.

## Биография
Родился 15 июля 1913 года в Афинах.
В 1935 году митрополитом Илейским Антонием был рукоположен в сан диакона, а в 1939 году им же — в сан пресвитера.
С 1940 года служил военным священником при греческой жандармерии. Закон 1421/1944 вводил должность священника для Школы жандармерии Афин. К этому моменту относится время организации Церковной службы органов безопасности (Θρησκευτικής Υπηρεσίας των Σωμάτων Ασφαλείας). Он прослужил на этой должности до 1950 года, заслужив уважение коллег.
4 мая 1962 года был рукоположен в сан титулярного епископа Синадского, викария Американской архиепископии, и назначен управлять Седьмым (Детройтским) округом.
В 1968 году вышел на покой по состоянию здоровья.
Скончался 16 октября 1989 года в Греции. Отпевание состоялось 17 октября 1989 года.